# Manoir du Pou
Le manoir du Pou est situé à Lignol en France.

## Localisation
Le manoir est situé sur le territoire de la commune de Lignol, au lieu-dit le Pou, sur la rive est du ruisseau du Pont-Allain, desservi par la route qui relie Lignol à Inguiniel, dans le département du Morbihan en région Bretagne.

## Description
La cour du manoir dont l'entrée se fait à l'est, est cernée de hauts murs à l'est et au sud. Le logis qui occupe le centre de l'espace est orienté au sud ; une soue couverte en appentis est adossée au pignon ouest. Un puits circulaire en pierre de taille est situé devant le logis. Au sud-est, inséré dans le mur d'enclos, est édifié le four à pain dont le pignon nord est percé de trous de boulins. Les dépendances basses occupent l'ouest de la cour. Un logis plus récent jouxte l'entrée est, séparé du logis ancien par un espace autrefois bâti. Le logis est construit en pierre de taille (élévation sud). L'élévation symétrique de la façade, avec porte au centre encadrée de deux travées de fenêtres, a été rompue lors de la modification de la fenêtre de gauche au rez-de-chaussée et le percement d'une nouvelle fenêtre. De plan rectangulaire, à un étage carré, le logis comporte une tour d'escalier postérieure en hors-œuvre de plan carré, qui abrite un escalier en pierre à retours sur mur noyau, desservant étage et comble. Des pierres d'attente côté est signalent la disparition d'une partie du logis : dans le pignon est et dans la face est de la tour sont visibles à l'étage deux portes intérieures (à linteau de bois) bouchées. Chacune des pièces au rez-de-chaussée et à l'étage comporte en pignon une cheminée de granite.

## Historique
Manoir construit au milieu du XVIIe siècle, le portail détruit portait la date de 1651, la façade postérieure est très remaniée. La succession rapide des propriétaires de ce manoir depuis la fin du  XVIe siècle est la cause des nombreux remaniements qui l'ont affecté. Signalé comme appartenant au sires de Guémené au  XVIe siècle (il n'est pas mentionné dans les réformations des  XIVe et XVe siècles, il est vendu en 1578 à Thomas Thuault, sieur du Palevar, dont la fille Adelice, revend le manoir à messire François Gouezel recteur de Lignol : c'est sans doute de cette époque (peut-être en 1651, date relevée sur le portail disparu) que date la construction dont subsiste la belle mise en oeuvre et deux ouvertures anciennes, la porte en plein cintre et une partie de l'ancienne fenêtre devenue porte, ainsi que certaines attaches de la grille qui ornait cette ancienne fenêtre. Le manoir est très remanié dans ses ouvertures au  XVIIIe siècle, puis aux XIXe et XXe siècles. Il est probable que la façade ait été rehaussée (la pente de toiture semble modifiée) ; l'appentis postérieur qui semble contemporain du logis est rehaussé à la fin du XIXe siècle ou au début du XXe siècle. La toiture de la cage d'escalier est modifiée au XXe siècle. La partie orientée à l'est, signalée par des pierres d'attente et des portes bouchées dans le pignon est, aujourd'hui disparue, il est en ruines sur le plan cadastral de 1842. Le puits date du XVIIe siècle. Le four à pain doté d'un pigeonnier en pignon nord qui peut dater de la même époque a été transformé en 2015 en logis.
Le manoir est inscrit à l'inventaire général du patrimoine culturel.